# Ambassade de Russie en Allemagne
L'ambassade de Russie en Allemagne est la représentation diplomatique de la Russie auprès de la République fédérale d'Allemagne. Elle est située aux nos 63-65 Unter den Linden à Berlin, la capitale du pays, et son ambassadeur est, depuis 2010, Vladimir Michailovitch Grinin.

## Histoire

### Premier bâtiment diplomatique à Berlin
Le début des relations diplomatiques entre le royaume de Prusse et l'Empire russe remonte aux années 1820. En 1837, une légation de la Russie impériale s'établit à Berlin à l'adresse Unter den Linden 7. L'Empire russe avait également acquis le palais Kurland (de) entre les rues Unter den Linden et Behrenstraße pour sa mission diplomatique permanente avec le chargé d'affaires Yasnovski à sa tête. Ce bâtiment avait été construit en 1734 et se trouvait depuis 1764 en possession de la princesse Anne Amélie de Prusse. Cette dernière l'avait fait l'aménager par Johan Bouman. Après l'achat par l'Empire, Eduard Knoblauch fut désigné pour agrandir et modifier le palais, principalement pour rajouter un troisième étage dans les années 1840 et 1841. Ainsi le bâtiment était équipé d'appartements diplomatiques, de salles de fêtes, de chancelleries et d'appartements pour les tsars de passage à Berlin. 
Après ces travaux, le palais servit d'ambassade russe puis soviétique précisèment pour les 100 années suivantes, à l'exception des années 1914 à 1918 quand les relations diplomatiques germano-russes furent interrompues pour cause de Première Guerre mondiale. 
Après l'invasion par le IIIe Reich de l'Union des républiques socialistes soviétiques en 1941 et l'expulsion de tous les diplomates soviétiques, le bâtiment fut évacué et scellé. En juin 1942, le ministère du Reich aux Territoires occupés de l'Est s'y installa. En février 1944, le bâtiment fut détruit lors des raids aériens sur Berlin.

### Ambassade en République fédérale allemande à Bonn

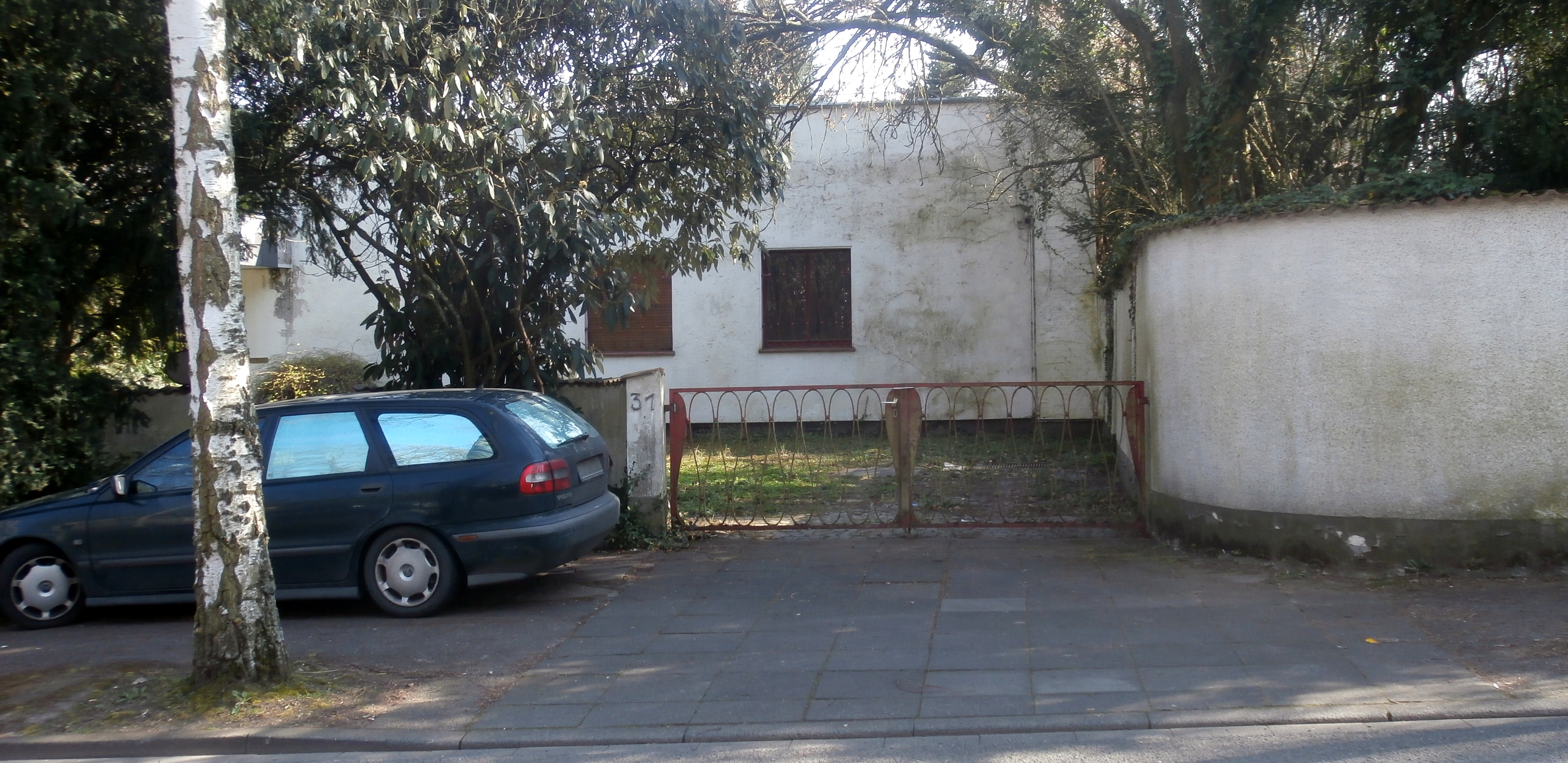
L'ancienne résidence de l'ambassadeur soviétique en RFA, à Bonn.

Avec la reprise de relations diplomatiques entre la République fédérale allemande et l'Union soviétique en 1955 (architecte Frīdrihs Skujiņš), l'ambassade soviétique fut situé jusqu'en 1975 à Rolandswerth dans la ville de Remagen, non loin de Bonn. La chancellerie se trouvait plus exactement à la place de l'ancien hôtel Rolandseck-Groyen au nos 28-30 Mainzer Straße (de).
En 1975, l'ambassade fut délocalisée sur Bonn, plus précisément sur le site de Viktorshöhe dans le quartier de Schweinheim. La villa Wendelstadt servit dès lors d'ambassade même si les nouveaux bâtiments prévus sur le terrain n'étaient pas encore construits. Ces nouveaux bâtiments (incluant notamment une école, un cinéma, une piscine couverte, un garage soutterain pour 150 véhicules et des logements pour environ 120 familles) furent seulement inaugurés en juin 1989 par Mikhaïl Gorbatchev et les travaux furent définitivement finis en 1990.
Après la dissolution de l'Union soviétique en 1991, l'ambassade devint une représentation diplomatique pour la fédération de Russie. Dans le cadre du transfert des institutions de Bonn à Berlin, l'ambassade russe déménagea à Berlin en août 1999. Aujourd'hui subsiste un consulat général sur le site de Viktorshöhe avec 25 diplomates et 100 employés (en 2013), il s'agit de la plus grosse représentation consulaire russe au monde.

### Reconstruction d'un bâtiment diplomatique à Berlin

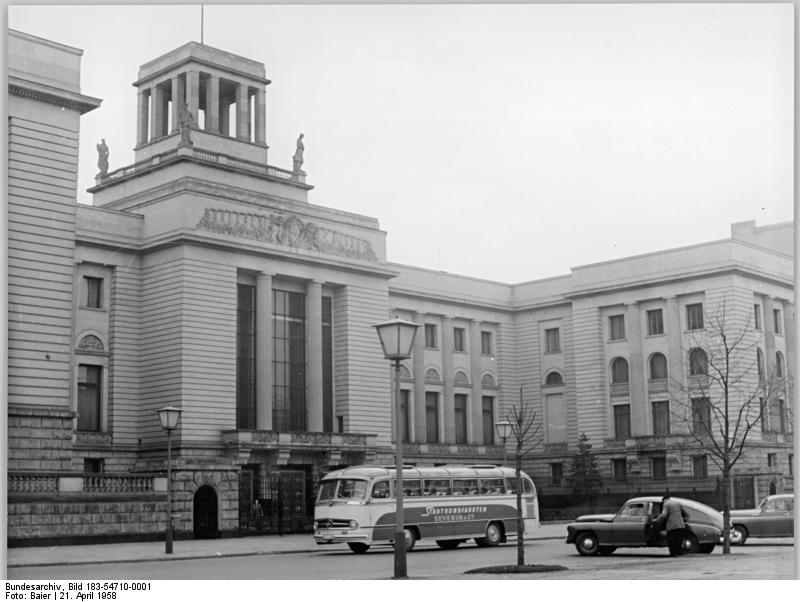
L'ambassade d'URSS en 1958.

À la fin de la guerre et le début de relations diplomatiques avec la République démocratique allemande, l'Union soviétique décida de reconstruire une nouvelle ambassade à Berlin — plus précisément basée désormais à Berlin-Est — sur des terrains avoisinant l'emplacement de la précédente. L'inauguration eut officiellement lieu le 7 novembre 1952 pour célébrer les trente-cinq ans de la révolution d'Octobre même si des travaux perdurèrent encore jusqu'à l'année suivante.
Dans les décennies suivantes, le bâtiment servit de siège principal de la représentation diplomatique de l'Union soviétique en RDA mais également lors de rencontres diplomatiques internationales. Ainsi en 1954 s'y déroula la table ronde des ministres des Affaires étrangères des quatre anciens alliés de la Seconde guerre mondiale (Union soviétique, États-Unis, Grande-Bretagne et France). De même de 1970 à 1971, ces mêmes pays y négocièrent l'accord quadripartite sur Berlin. Dans les années 1960 et 1970, plusieurs immeubles à proximité du bâtiment principal furent construits pour héberger aussi bien des services de l'ambassade qu'une agence soviétique à l'exportation, une école russe et le siège de l'ancienne compagnie d'État Aeroflot.
Après la dissolution de l'Union soviétique en 1991, l'ambassade devint une représentation diplomatique pour la fédération de Russie. À la fin des années 1990, une rénovation des différents bâtiments de l'ambassade (dont le bâtiment principal) fut décidée par le gouvernement russe. À la suite de la centralisation des services diplomatiques à Berlin en 1999, le complexe sert à nouveau de siège principal de la diplomatie russe en Allemagne.

## Liste des ambassadeurs de Russie en Allemagne

### Ambassadeurs dans l'Empire allemand

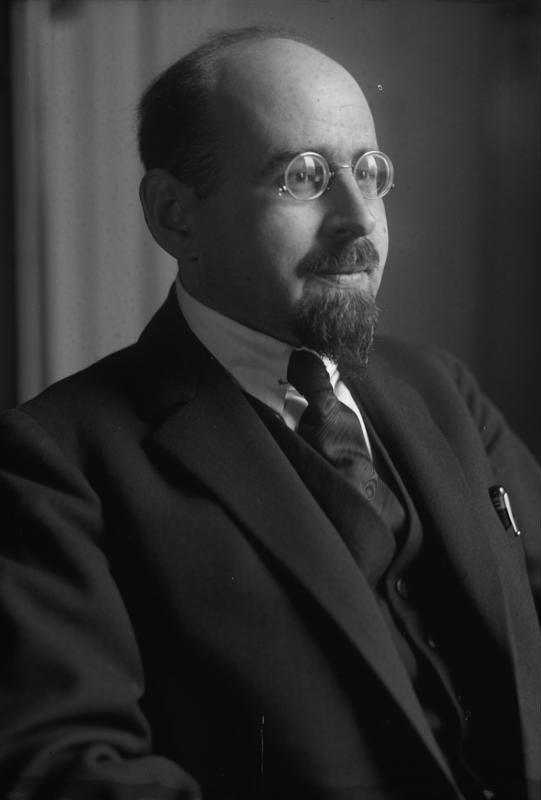
Nikolaï Krestinski

| Nomination        | Nom                                  | Fin de mission    |
| ----------------- | ------------------------------------ | ----------------- |
| 1871              | Paul von Oubril                      | 1880              |
| 1880              | Peter von Saburov                    | 1884              |
| 1885              | Pavel Chouvalov                      | 1894              |
| 1895              | Nikolaï von der Osten-Sacken         | 1912              |
| 1912              | Sergei Nikolaïevitch Sverbeïev       | 1914              |
| Avril 1918        | Adolf Joffé                          | Novembre 1918     |
| 1919              | Sergueï Dmitrievitch Botkine         | 1920              |
| 23 juillet 1922   | Nikolaï Krestinski                   | 26 septembre 1930 |
| 26 septembre 1930 | Lev Mikhaïlovitch Khintchouk         | 20 septembre 1934 |
| 20 septembre 1934 | Iakov Zakharovitch Sourits           | 7 avril 1937      |
| 16 juin 1937      | Konstantin Konstantinovitch Iourenev | 11 octobre 1937   |
| 1937              | Gueorgui Alexandrovitch Astakhov     | 1938              |
| 6 mai 1938        | Alexeï Fiodorovitch Merekalov        | 2 septembre 1939  |
| 2 septembre 1939  | Alexeï Alexeïevitch Chkvartsev       | 26 novembre 1940  |
| 26 novembre 1940  | Vladimir Dekanozov                   | 22 juin 1941      |

### Ambassadeurs dans la République démocratique allemande

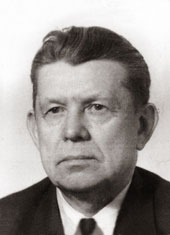
Ivan Ivanovitch Ilyitchev (photo de l'ambassade d'URSS à Vienne, Autriche)

| Nomination       | Nom                                 |
| ---------------- | ----------------------------------- |
| 4 novembre 1949  | Gueorgui Maximovitch Pouchkine      |
| Juin 1952        | Ivan Ilyitchev                      |
| Septembre 1953   | Vladimir Semionov                   |
| Juin 1954        | Gueorgui Maximovitch Pouchkine      |
| Février 1958     | Mikhail Gueorguievitch Pervoukhine  |
| 15 décembre 1962 | Piotr Andreïevitch Abrassimov       |
| 30 octobre 1971  | Mikhaïl Timofeïevitch Iefremov      |
| 7 mars 1975      | Piotr Andreïevitch Abrassimov       |
| Juin 1983        | Viatcheslav Ivanovitch Kotchemassov |
| Juin 1990        | Guennadi Serafimovitch Chikine      |

### Ambassadeurs dans la République fédérale allemande
| Nomination     | Nom                                | Fin de mission |
| -------------- | ---------------------------------- | -------------- |
| 1955           | Valerian Zorine                    | 1956           |
| Octobre 1956   | Andreï Andreïevitch Smirnov        | 1966           |
| Mai 1966       | Semion Konstantinovitch Tsarapkine | 1971           |
| Mai 1971       | Valentin Mikhaïlovitch Faline      | 1978           |
| Novembre 1978  | Vladimir Semionovitch Semionov     | 1986           |
| Avril 1986     | Juli Alexandrovitch Kvitsinski     | 1990           |
| Mai 1990       | Vladislav Petrovitch Terekhov      | 1997           |
| Septembre 1997 | Sergueï Borissovitch Krylov        | 2003           |
| Avril 2004     | Vladimir Vladimirovitch Koteniov   | 2010           |
| Juin 2010      | Vladimir Mikhaïlovitch Grinine     | 2018           |
| Janvier 2018   | Sergueï Iourievitch Netchaïev      |                |

## Consulats
Outre une ambassade à Berlin, la Russie dispose de consulats à Hambourg, Bonn, Francfort-sur-le-Main, Leipzig et Munich.